# Kurubarahosahalli, Hunsur
Kurubarahosahalli là một làng thuộc tehsil Hunsur, huyện Mysore, bang Karnataka, Ấn Độ.